# Carlo Sarti
Carlo Sarti (Budrio, 1962) è un regista cinematografico, sceneggiatore e scrittore italiano.

## Biografia
Ha scritto e diretto quattro lungometraggi tra il 1995 e il 2019, oltre a diversi cortometraggi e documentari.
Il suo ultimo film La freccia del tempo, e' distribuito da Officine UBU.
Come scrittore ha pubblicato numerosi racconti, nel 1999 il romanzo di fantascienza "190 miliardi di anni dopo", nel 2015 il romanzo fantasy "L'aspirapolvere e la salvezza dell'anima" e nel 2023 il romanzo "Lo Scomparso" di genere giallo-filosofico.
La sua produzione scientifica e scientifico-divulgativa spazia dalla Museologia, alla Storia della Scienza, alla Paleontologia e su questi argomenti ha scritto più di ottanta articoli in riviste e in libri, e i tre volumi monografici: I fossili e il Diluvio Universale (1988, Pitagora Editore); Il Kimmeridgiano delle Prealpi veneto-trentine (1993, Museo Civico di Storia Naturale di Verona Editore); Il Titoniano del Trento Plateau (Alpi Meridionali): faune ad Ammoniti, Stratigrafia e variazioni paleo-ambientali (2020, Muse: Studi Trentini di Scienze Naturali Editore).
In campo scientifico ha condotto numerose campagne di scavo, scoprendo una cinquantina di nuove specie e una decina di nuovi generi di Ammonoidi. Specialista di Paleobiogeografia e Stratigrafia del Giurassico, tra il 1984 e il 1993 ha effettuato la prima biozonazione moderna del Giurassico superiore delle Alpi Meridionali. Nel 2003 ha messo in luce un nuovo meccanismo nell'evoluzione dei cefalopodi giurassici di altofondo pelagico per cui una nuova specie non si può originare da una popolazione che presenti un ampio range di variabilità intraspecifica, ma la speciazione avviene solo quando questa variabilità decresce e contemporaneamente la popolazione diviene numericamente ridotta. Quando, nonostante sia presente un basso numero di esemplari, si osserva un’alta variabilità intraspecifica, la specie in brevissimo tempo si estingue. Questa osservazione è di grande importanza per comprendere in generale il meccanismo dei processi di estinzione delle specie viventi.
È stato membro del Consiglio Direttivo dell’Associazione 100AUTORI come rappresentante territoriale unico per il Centro Italia (che raggruppa Emilia-Romagna, Toscana, Lazio, Marche e Umbria) per tre mandati, dal 2011 al 2017.

## Filmografia essenziale

### Regista e sceneggiatore
- Se c'è rimedio perché ti preoccupi? - lungometraggio (1995)
- Giuseppe Scarabelli e il Museo di Geologia e Preistoria di Imola - documentario (1997)
- Avere o leggere - cortometraggio (1999)
- Goodbye Mr. Zeus! - lungometraggio (2010)
- La finestra di Alice - lungometraggio (2013)
- Redemption flesh, redemption wax - docufiction (2017)
- Frankenstein senior. Le radici scientifiche di un mito - docufiction (2019)
- La freccia del tempo - lungometraggio (2019)

## Opere letterarie

### Romanzi
- 190 miliardi di anni dopo, Baldini & Castoldi /Zelig Editore, collana "Le Vele" (1999)
- L'aspirapolvere e la salvezza dell'anima, Gremese Editore, collana "Storie per il Cinema" (2015)
- Lo Scomparso, Byoblu Edizioni (2023)

### Racconti
- Addio! Con un incipit di Umberto Eco, Ed. La Repubblica (2000)
- Thank You, Professor Yelly Roll Morton, in Jam Session, Storie di Jazz, Ed. Lampi di stampa (2003)

## Riconoscimenti
- 1º premio per "tre spot del caffè" concorso RAI 1991 spot pubblicitari (spot pubblicitari - commercials)

- “Se c'è rimedio perché ti preoccupi?” (film lungometraggio - feature film): 
- Premio "Babel" della CEE per la sottotitolazione;
- Premio del Pubblico (Audience Prize), Festival Internazionale del Cinema di Sorrento (ITALIA) Dicembre 1994;
- Grand Prix (First Prize), Festival Internazionale delle Opere Prime di Annonay (FRANCE)(International Film Festival of the first film), Febbraio 1995;
- Premio migliore attrice protagonista Premio Flaiano di Pescara (ITALIA)(Prize for the best protagonist actress) luglio 1995;

- “Avere o leggere?” (film cortometraggio - short film):
- Nomination ai Crystal Star 1999 come miglior film cortometraggio europeo (Best European Short);
- Gran Prix della Giuria per il miglior cortometraggio italiano Festival Internazionale “La Cittadella del Corto” Trevignano Romano (Roma, ITALIA) 1999;
- Segnalazione della Giuria migliore idea originale Festival “Visioni italiane” Bologna (ITALIA) 1999;
- Gran Premio “Giglio di Firenze”, Festival “Valdarno Cinema”, S.Giovanni Valdarno (ITALIA) 2000;

- "Goodbye Mr. Zeus!" (film lungometraggio - feature film): 
- Finalista Premio Solinas 1998 con lo script “Zeus";
- Premio Solinas ex aequo con Menzione speciale della Giuria;
- Festival "Film Spray" Premio speciale Rebibbia come miglior film 2011, dato dai detenuti del maggiore istituto carcerario italiano (Roma, ITALIA) 2011;
- Premio del pubblico Film Spray 2011 (Firenze, ITALIA) 2011.

- "La Finestra di Alice" (film lungometraggio - feature film): 
- La sceneggiatura (con titolo provvisorio “L'eredità è dietro l'angolo”) è stata selezionata dalla Direzione Generale dello Spettacolo del MBAC (Gennaio 2012) per lo sviluppo di film di particolare rilevanza culturale e /o sociale.
- Finalista Premio Solinas per sceneggiature e racconti cinematografici.

- "La Freccia del Tempo" (film lungometraggio - feature film):
- La sceneggiatura del film "La Freccia del Tempo" ha ricevuto un finanziamento alla produzione dalla Regione Emilia-Romagna a valere sul Fondo per l'Audiovisivo per la realizzazione di opere cinematografiche (bando 2016).
- International Parma Music Film Festival, Premio come MIGLIOR FILM assegnato dalla “Art Pop Jury”, composta da studenti di Cinema (Parma, ITALIA), Ottobre 2021.

- "Lo Scomparso" (romanzo - novel):
- FINALISTA del II Premio Letterario Citta di Salsomaggiore 2024 con Menzione di Merito della Giuria (Salsomaggiore Terme, Ottobre 2024).